# Leszek Blanik
Leszek Robert Blanik (Wodzisław Śląski, Polonia, 1 de marzo de 1977) es un gimnasta artístico polaco, campeón olímpico en el ejercicio de salto de potro en 2008, y campeón del mundo en 2007 en el mismo ejercicio.

## Carrera deportiva
En las Olimpiadas de Sídney 2000 consigue la medalla de bronce en salto, tras el español Gervasio Deferr (oro) y el ruso Alexei Bondarenko (plata).
En el Mundial de Debrecen (Hungría) de 2002 gana una medalla de plata en la prueba de salto, tras el chino Li Xiaopeng.
En el Mundial de Melbourne 2005 gana la plata en salto, tras el rumano Marian Drăgulescu.
En el Mundial de Stuttgart (Alemania) de 2007 se hace con el oro en salto.
Por último en las Olimpiadas de Pekín 2008 también consigue el oro en salto.